# Jérémy Sopalski
Jérémy Sopalski (ur. 6 lutego 1981 w Somain) – francuski piłkarz pochodzenia polskiego grający na pozycji bramkarza.

## Statystyki
- 18 meczów w Ligue 2
- 23 mecze w Championnat National
- 77 meczów w CFA
- 4 mecze w Liga de Honra